# Michalová
Michalová – wieś (obec) na Słowacji położona w kraju bańskobystrzyckim, w powiecie Brezno. Pierwsze wzmianki o miejscowości pochodzą z 1786 roku.
Według danych z dnia 31 grudnia 2012 roku, wieś zamieszkiwały 1384 osoby, w tym 726 kobiet i 658 mężczyzn.
W 2001 roku rozkład populacji względem narodowości i przynależności etnicznej wyglądał następująco:
- Słowacy – 99,2%
- Czesi – 0,22%
- Polacy – 0,22%
- Węgrzy – 0,29%

Ze względu na wyznawaną religię struktura mieszkańców kształtowała się w 2001 roku następująco:
- Katolicy rzymscy – 92,12%
- Grekokatolicy – %
- Ewangelicy – 1,6%
- Prawosławni – 0,15%
- Ateiści – 4,74%
- Przedstawiciele innych wyznań – 0,29%
- Nie podano – 0,58%